# Коктобе (Шуский район)
Коктобе (каз. Көктөбе) — село в Шуском районе Жамбылской области Казахстана. Административный центр и единственный населённый пункт Жанакогамского сельского округа. Находится примерно в 9 км к северо-востоку от города Шу. Код КАТО — 316639100.

## Население
В 1999 году население села составляло 2312 человек (1155 мужчин и 1157 женщин). По данным переписи 2009 года, в селе проживало 2567 человек (1275 мужчин и 1292 женщины).